# Nomain
Nomain est une commune française, située dans la Pévèle, dans le département du Nord en région Hauts-de-France.

## Géographie

### Localisation
Nomain est une petite ville qui se situe entre Lille et Valenciennes. Nomain est intégrée à l'aire urbaine de Lille.

### Communes limitrophes
| Templeuve-en-Pévèle | Genech  | Mouchin       |
| Cappelle-en-Pévèle  | Nomain  | Aix-en-Pévèle |
| Auchy-lez-Orchies   | Orchies | Landas        |

### Transports
Le réseau départemental de bus réseau Arc-en-Ciel dessert Nomain dans certains lieux-dits de la commune.
Celle-ci est desservie par la ligne 225 (Orchies > Mouchin) aux arrêts Louis Guislain, Deffrenne et Saint-Martin (centre-ville). Des bus scolaires en provenance des communes environnantes et principalement à destination du  Collège du Pévèle (Orchies), de l'Institut de Genech ou du lycée Charlotte Perriand (Genech) desservent aussi toute la commune.
La commune de Nomain dispose de deux gares SNCF :
- la gare de Nomain se situe dans le lieu-dit la Coquerie, sur la ligne de Fives à Hirson (ligne commerciale TER Hauts-de-France Lille-Flandres > Orchies > Valenciennes > Aulnoye-Aymeries > Jeumont ou Hirson). C'est une halte ferroviaire ;
- la gare de Nomain-Ouvignies se situe aussi dans le lieu-dit du même nom, sur la ligne de Somain à Halluin (ligne commerciale TER Hauts-de-France Orchies > Ascq > Lille-Flandres, interrompue depuis 2015). C'est une halte ferroviaire, mais le bâtiment voyageurs est encore présent.

### Hydrographie

#### Réseau hydrographique
La commune est située dans le bassin Artois-Picardie. Elle est drainée par le Courant de l'Hôpital, le Chapitre, le Pont du Nid, le ruisseau d'Aix et un autre petit cours d'eau,.
Le Courant de l'Hôpital, d'une longueur de 29 km, prend sa source dans la commune d’Auchy-lez-Orchies et se jette dans la Scarpe canalisée à Thun-Saint-Amand, après avoir traversé 13 communes. 

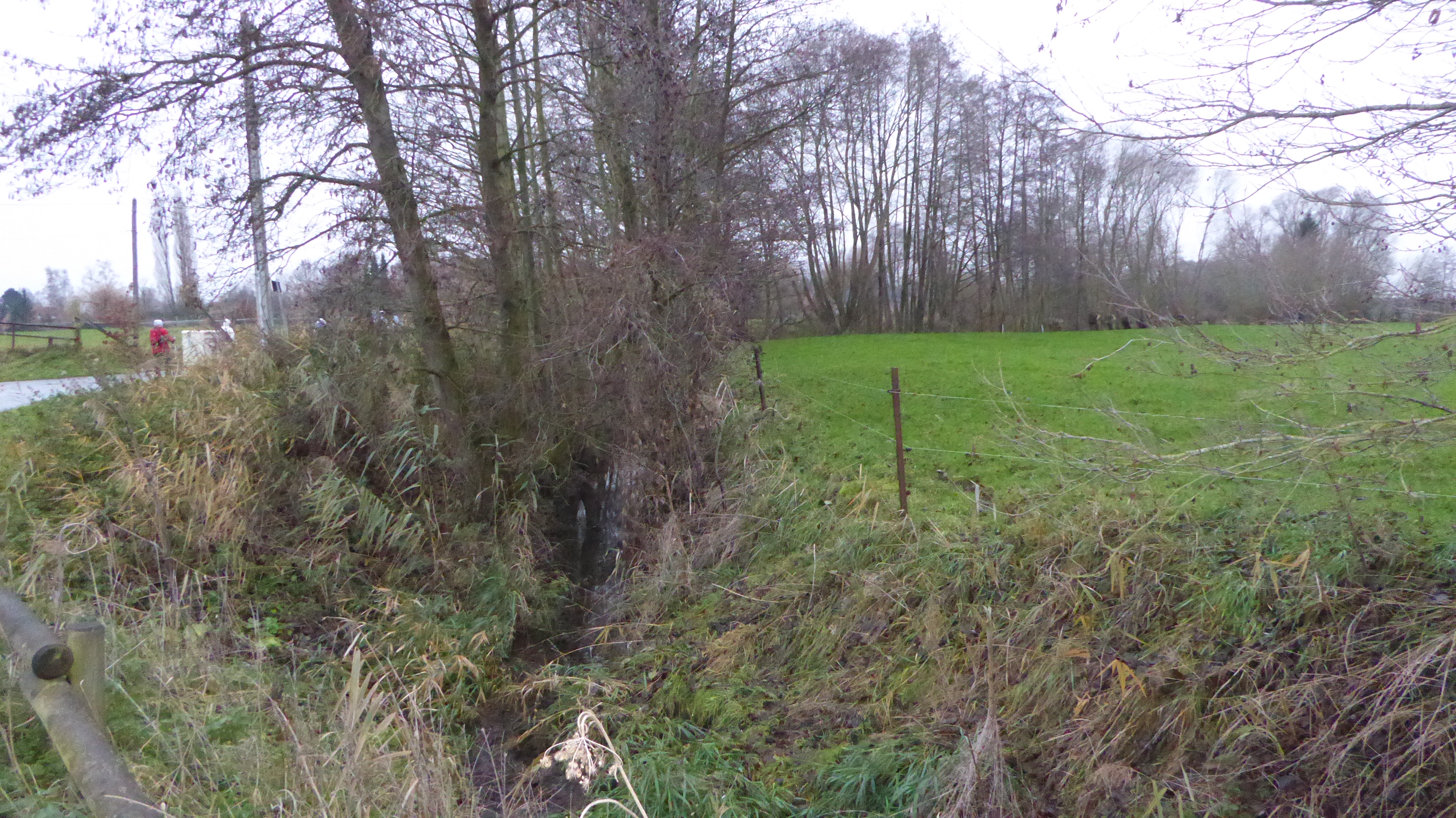
Nomain, le courant du Pont du Nid.
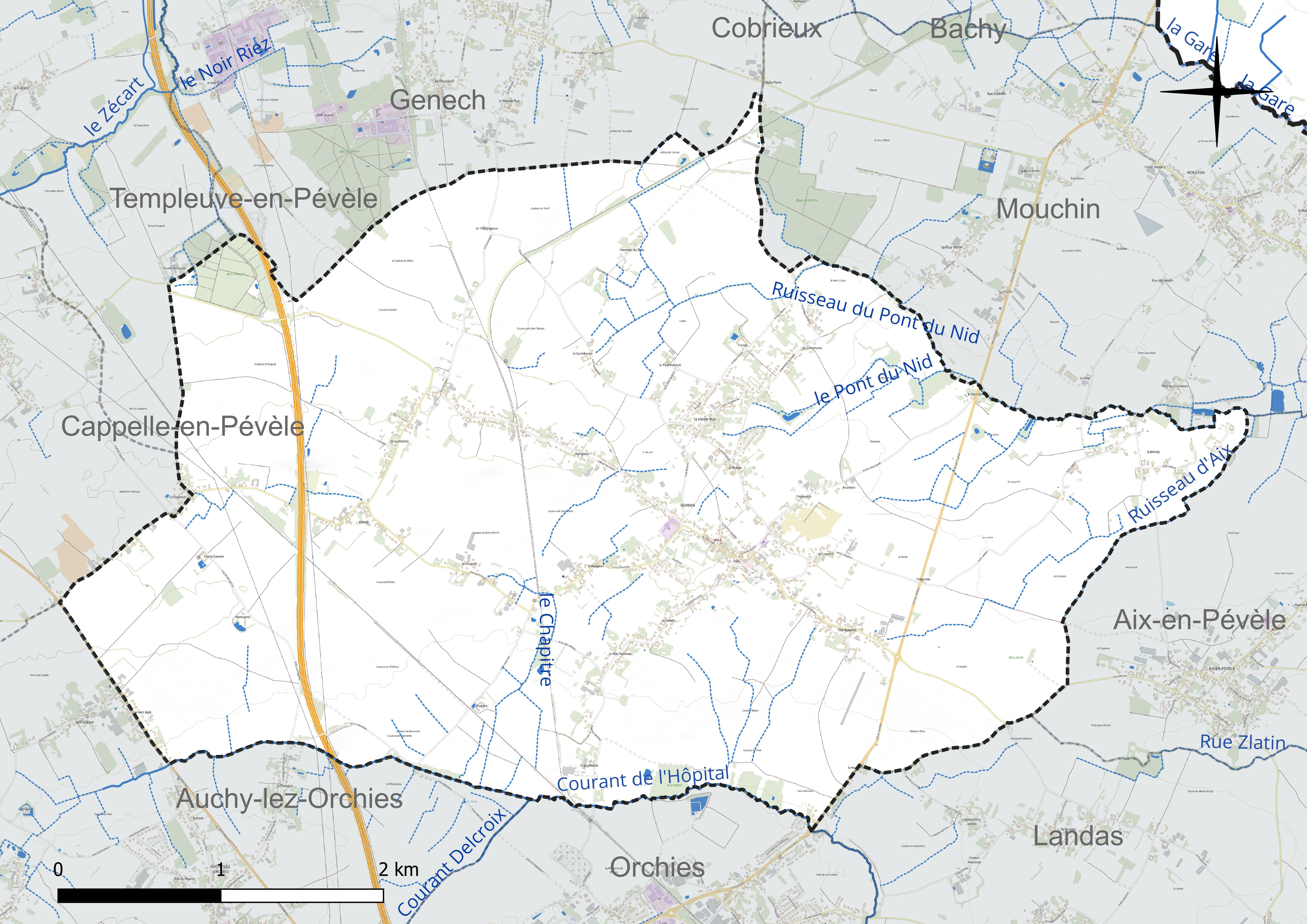
Réseau hydrographique de Nomain.

#### Gestion et qualité des eaux
Le territoire communal est couvert par le schéma d'aménagement et de gestion des eaux (SAGE) « Scarpe aval ». Ce document de planification concerne un territoire de 624 km2 de superficie, délimité par le bassin versant de la Scarpe aval, comprenant la Pévèle, la plaine de la Scarpe et le bassin minier avec l'Ostrevent. Le périmètre a été arrêté le 18 mars 1997 et le SAGE proprement dit a été approuvé le 12 mars 2009, puis révisé le 5 juillet 2021. La structure porteuse de l'élaboration et de la mise en œuvre est le parc naturel régional Scarpe-Escaut. 
La qualité des cours d'eau peut être consultée sur un site dédié géré par les agences de l'eau et l'Agence française pour la biodiversité. 

### Climat
Pour des articles plus généraux, voir Climat des Hauts-de-France et Climat du Nord.
En 2010, le climat de la commune est de type climat océanique dégradé des plaines du Centre et du Nord, selon une étude du CNRS s'appuyant sur une série de données couvrant la période 1971-2000. En 2020, Météo-France publie une typologie des climats de la France métropolitaine dans laquelle la commune est exposée à un climat océanique et est dans la région climatique  Nord-est du bassin Parisien, caractérisée par un ensoleillement médiocre, une pluviométrie moyenne régulièrement répartie au cours de l'année et un hiver froid (3 °C). 
Pour la période 1971-2000, la température annuelle moyenne est de 10,5 °C, avec une amplitude thermique annuelle de 14,6 °C. Le cumul annuel moyen de précipitations est de 701 mm, avec 11,7 jours de précipitations en janvier et 9,2 jours en juillet. Pour la période 1991-2020, la température moyenne annuelle observée sur la station météorologique la plus proche, située sur la commune de Cappelle-en-Pévèle à 6 km à vol d'oiseau, est de 11,1 °C et le cumul annuel moyen de précipitations est de 736,6 mm,. Pour l'avenir, les paramètres climatiques de la commune estimés pour 2050 selon différents scénarios d'émission de gaz à effet de serre sont consultables sur un site dédié publié par Météo-France en novembre 2022.

## Urbanisme

### Typologie
Au 1er janvier 2024, Nomain est catégorisée commune rurale à habitat dispersé, selon la nouvelle grille communale de densité à sept niveaux définie par l'Insee en 2022.
Elle appartient à l'unité urbaine de Nomain, une unité urbaine monocommunale constituant une ville isolée,. Par ailleurs la commune fait partie de l'aire d'attraction de Lille (partie française), dont elle est une commune de la couronne,. Cette aire, qui regroupe 201 communes, est catégorisée dans les aires de 700 000 habitants ou plus (hors Paris),.

### Occupation des sols
L'occupation des sols de la commune, telle qu'elle ressort de la base de données européenne d'occupation biophysique des sols Corine Land Cover (CLC), est marquée par l'importance des territoires agricoles (95,2 % en 2018), une proportion sensiblement équivalente à celle de 1990 (95,6 %). La répartition détaillée en 2018 est la suivante : 
terres arables (76 %), zones agricoles hétérogènes (17,3 %), zones urbanisées (3,8 %), prairies (2 %), forêts (1 %). L'évolution de l'occupation des sols de la commune et de ses infrastructures peut être observée sur les différentes représentations cartographiques du territoire : la carte de Cassini (XVIIIe siècle), la carte d'état-major (1820-1866) et les cartes ou photos aériennes de l'IGN pour la période actuelle (1950 à aujourd'hui).

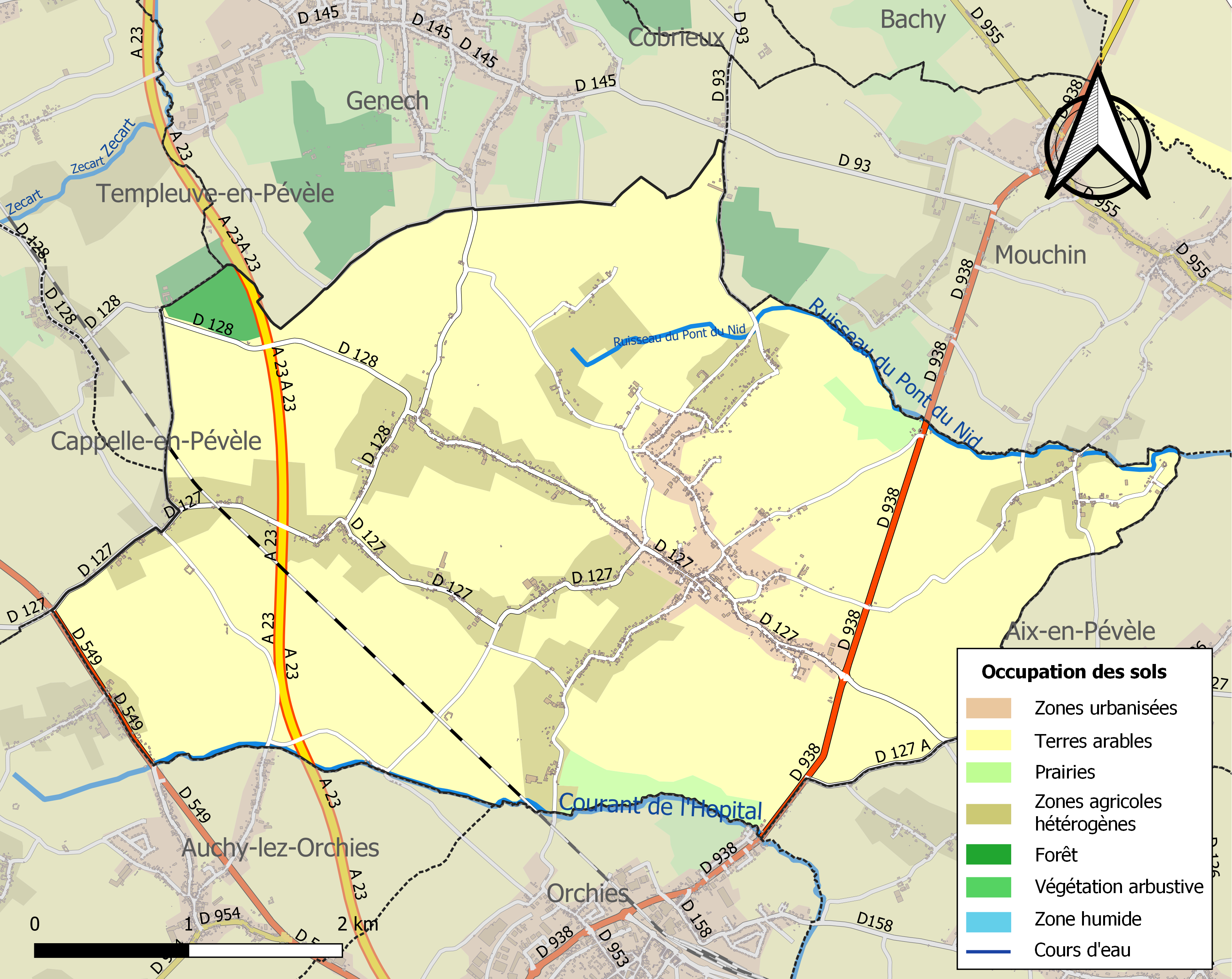
Carte des infrastructures et de l'occupation des sols de la commune en 2018 (CLC).

## Toponymie
Nomaing  est un nom venant du germanique Naminghem, signifiant demeure de Namo[réf. nécessaire].

## Histoire
Selon l'archéologue Roger Félix, la découverte des vestiges d'une villa gallo-romaine, confirme que le village était habité pendant l'Antiquité. Néanmoins, le toponyme d'origine germanique et les lieux-dits post-romains indiquent que le site fut abandonné et que le village fut véritablement fondé au Moyen Âge, peu après les invasions normandes[réf. nécessaire].
Nomain est citée au XIIe siècle dans un titre de l'Abbaye de Saint-Amand. La terre, constituée de plusieurs fiefs et seigneuries dont la plus importante était celle de Roupy, relevait du château de Douai[réf. nécessaire].
Au milieu du XIIIe siècle, la terre du Pévèle comprend la seigneurie d'Orchies, celles des villages de Bouvignies, Auchy, Coutiches, Flines, l'hommage des sires de Landas et celui du Sire des Wastines dont la seigneurie s'étend sur Capelle, Bersée, mais aussi sur Nomain. À Nomain, le seigneur de Lannay doit verser un impôt à son suzerain, le seigneur d'Orchies[réf. nécessaire].
En 1415, Famille de Launay, seigneur de Lannais à Nomain, Gérard de Herbaumez dit "le Chevalier Rouge" et  Louis du Quesnoy sont tués à la bataille d'Azincourt.
En 1512, Jean de Montmorency édifie un château à Nomain, sur son domaine de Roupy (qui deviendra le "Roupion"), en face de la croix du Dieu de pierre actuelle (les derniers vestiges du château ont disparu lors de la construction de la ligne de chemin de fer Ascq-Orchies)[réf. nécessaire].
Pendant la période confuse de la Révolution française, le vicaire Louis Howell, un prêtre réfractaire, refusa de prêter serment à la Constitution civile du clergé. Après une fuite en Allemagne, il revient à Nomain en 1796 pour rester caché dans une ferme pendant deux ans. Dénoncé, puis arrêté il fut guillotiné à Douai, le 20 janvier 1799[réf. nécessaire].
En 1820, la première église protestante baptiste est fondée à Nomain, rue de Lannay, malgré de violents conflits avec les fidèles de Bernard de Felice, pasteur de Lille. Va suivre alors une forte implantation de l'église, dans les bassins houillers en plein développement
Durant la Première Guerre mondiale les habitants de Nomain organisèrent un réseau de résistance chargé de communiquer des informations aux alliés, avec des pigeons voyageurs. Ce réseau fut démantelé en 1917, si le maire, Léon Delsart, échappa à la mort, les résistants capturés, Henri Caignet, Flore Lafrance, Georgine Bossuyt et Georges Remy, furent fusillés à la citadelle de Tournai, le 31 octobre 1917

## Politique et administration

### Rattachements administratifs et électoraux
La commune se trouve dans l'arrondissement de Douai du département du Nord. Pour l'élection des députés, elle fait partie depuis 1988 de la sixième circonscription du Nord.
Elle fait partie depuis 1793 du canton d'Orchies. Dans le cadre du redécoupage cantonal de 2014 en France, ce canton, dont la commune est toujours membre, est modifié, passant de 9 à 16 communes.

### Intercommunalité
La commune était membre de la petite communauté de communes Espace en Pévèle (CCEP), créée fin 2001.
Conformément aux prescriptions de la loi de réforme des collectivités territoriales du 16 décembre 2010, qui a prévu le renforcement et la simplification des intercommunalités et la constitution de structures intercommunales de grande taille, la CCEP fusionne avec ses voisines pour former, le 1er janvier 2014, la communauté de communes Pévèle Carembault (CCPC), dont la commune est désormais membre.

### Tendances politiques et résultats
Lors du premier tour des élections municipales le 15 mars 2020, vingt-trois sièges sont à pourvoir ; on dénombre 2 067 inscrits, dont 593 votants (28,69 %), 19 votes blancs (3,20 %) et 521 suffrages exprimés (87,86 %). La liste Poursuivons ensemble pour Nomain menée par Pascal Delplanque recueille l'intégralité des suffrages exprimés, étant la seule à se présenter, le maire sortant Yannick Lassalle ne souhaitait plus être maire, mais il demeure conseiller municipal,.

### Liste des maires
| Période                                  | Période                       | Identité            | Étiquette | Qualité                                                             |
| ---------------------------------------- | ----------------------------- | ------------------- | --------- | ------------------------------------------------------------------- |
| Les données manquantes sont à compléter. |                               |                     |           |                                                                     |
| 1802                                     | 1807                          | P. Josson           |           |                                                                     |
| 1832                                     | ?                             | Alexandre Quique    |           |                                                                     |
| Les données manquantes sont à compléter. |                               |                     |           |                                                                     |
| ca. 1881                                 |                               | M. Lemaire          |           |                                                                     |
| Les données manquantes sont à compléter. |                               |                     |           |                                                                     |
| 1900                                     | 1920                          | Louis Guislain      | Rad.      | Cultivateur Député de la 2e circonscription de Douai (1906 → 1919)  |
| 1920                                     | 1922                          | Louis Duvinage      |           |                                                                     |
| 1922                                     | 1944                          | Léon Delsart        | RG        | Agriculteur Député de la 1re circonscription de Douai (1932 → 1936) |
| 1945                                     | 1951                          | François Groux      |           |                                                                     |
| 1951                                     | mars 1965                     | Placide Salingue    |           |                                                                     |
| mars 1965                                | mars 1983                     | Raymond Vandermesse |           |                                                                     |
| mars 1983                                | mars 1989                     | Édouard Dubois      |           |                                                                     |
| mars 1989                                | mars 2008                     | Léon Delzenne       | DVD       | Contrôleur des impôts retraité Chevalier de la Légion d'honneur     |
| mars 2008                                | mars 2014                     | Daniel Bonnet       | SE        |                                                                     |
| mars 2014,                               | mai 2020                      | Yannick Lassalle    | SE        | Directeur d'une société de gestion                                  |
| mai 2020                                 | En cours (au 28 janvier 2021) | Pascal Delplanque   | SE-DVC    | Retraité de l'enseignement catholique                               |

## Population et société

### Démographie

#### Évolution démographique
L'évolution du nombre d'habitants est connue à travers les recensements de la population effectués dans la commune depuis 1793. Pour les communes de moins de 10 000 habitants, une enquête de recensement portant sur toute la population est réalisée tous les cinq ans, les populations de référence des années intermédiaires étant quant à elles estimées par interpolation ou extrapolation. Pour la commune, le premier recensement exhaustif entrant dans le cadre du nouveau dispositif a été réalisé en 2008.

En 2022, la commune comptait 2 618 habitants, en évolution de +4,85 % par rapport à 2016 (Nord : +0,51 %, France hors Mayotte : +2,11 %).
| 1793  | 1800  | 1806  | 1821  | 1831  | 1836  | 1841  | 1846  | 1851  |
| ----- | ----- | ----- | ----- | ----- | ----- | ----- | ----- | ----- |
| 1 745 | 1 816 | 1 850 | 1 943 | 2 126 | 2 323 | 2 324 | 2 384 | 2 421 |

| 1856  | 1861  | 1866  | 1872  | 1876  | 1881  | 1886  | 1891  | 1896  |
| ----- | ----- | ----- | ----- | ----- | ----- | ----- | ----- | ----- |
| 2 378 | 2 388 | 2 500 | 2 421 | 2 377 | 2 385 | 2 328 | 2 405 | 2 364 |

| 1901  | 1906  | 1911  | 1921  | 1926  | 1931  | 1936  | 1946  | 1954  |
| ----- | ----- | ----- | ----- | ----- | ----- | ----- | ----- | ----- |
| 2 180 | 2 266 | 2 039 | 1 951 | 2 015 | 2 004 | 2 001 | 1 967 | 1 882 |

| 1962  | 1968  | 1975  | 1982  | 1990  | 1999  | 2006  | 2008  | 2013  |
| ----- | ----- | ----- | ----- | ----- | ----- | ----- | ----- | ----- |
| 1 751 | 1 700 | 1 760 | 1 967 | 2 317 | 2 393 | 2 440 | 2 454 | 2 473 |

| 2018  | 2022  | - | - | - | - | - | - | - |
| ----- | ----- | - | - | - | - | - | - | - |
| 2 544 | 2 618 | - | - | - | - | - | - | - |

#### Pyramide des âges
La population de la commune est relativement jeune.
En 2018, le taux de personnes d'un âge inférieur à 30 ans s'élève à 33,7 %, soit en dessous de la moyenne départementale (39,5 %). À l'inverse, le taux de personnes d'âge supérieur à 60 ans est de 26,5 % la même année, alors qu'il est de 22,5 % au niveau départemental.
En 2018, la commune comptait 1 274 hommes pour 1 270 femmes, soit un taux de 50,08 % d'hommes, légèrement supérieur au taux départemental (48,23 %).
Les pyramides des âges de la commune et du département s'établissent comme suit.
| Hommes | Classe d’âge | Femmes |
| ------ | ------------ | ------ |
| 0,5    | 90 ou +      | 0,8    |
| 6,6    | 75-89 ans    | 7,5    |
| 18,1   | 60-74 ans    | 19,4   |
| 22,4   | 45-59 ans    | 22,8   |
| 17,3   | 30-44 ans    | 17,2   |
| 16,8   | 15-29 ans    | 15,8   |
| 18,3   | 0-14 ans     | 16,5   |

| Hommes | Classe d’âge | Femmes |
| ------ | ------------ | ------ |
| 0,5    | 90 ou +      | 1,4    |
| 5,3    | 75-89 ans    | 8,1    |
| 14,8   | 60-74 ans    | 16,2   |
| 19,1   | 45-59 ans    | 18,4   |
| 19,5   | 30-44 ans    | 18,7   |
| 20,7   | 15-29 ans    | 19,1   |
| 20,2   | 0-14 ans     | 18     |

### Principaux équipements
Le bureau de poste a fermé en 2017 lors du départ à la retraite de la guichetière, et a été remplacée par une agence postale communale.

## Culture locale et patrimoine

### Lieux et monuments

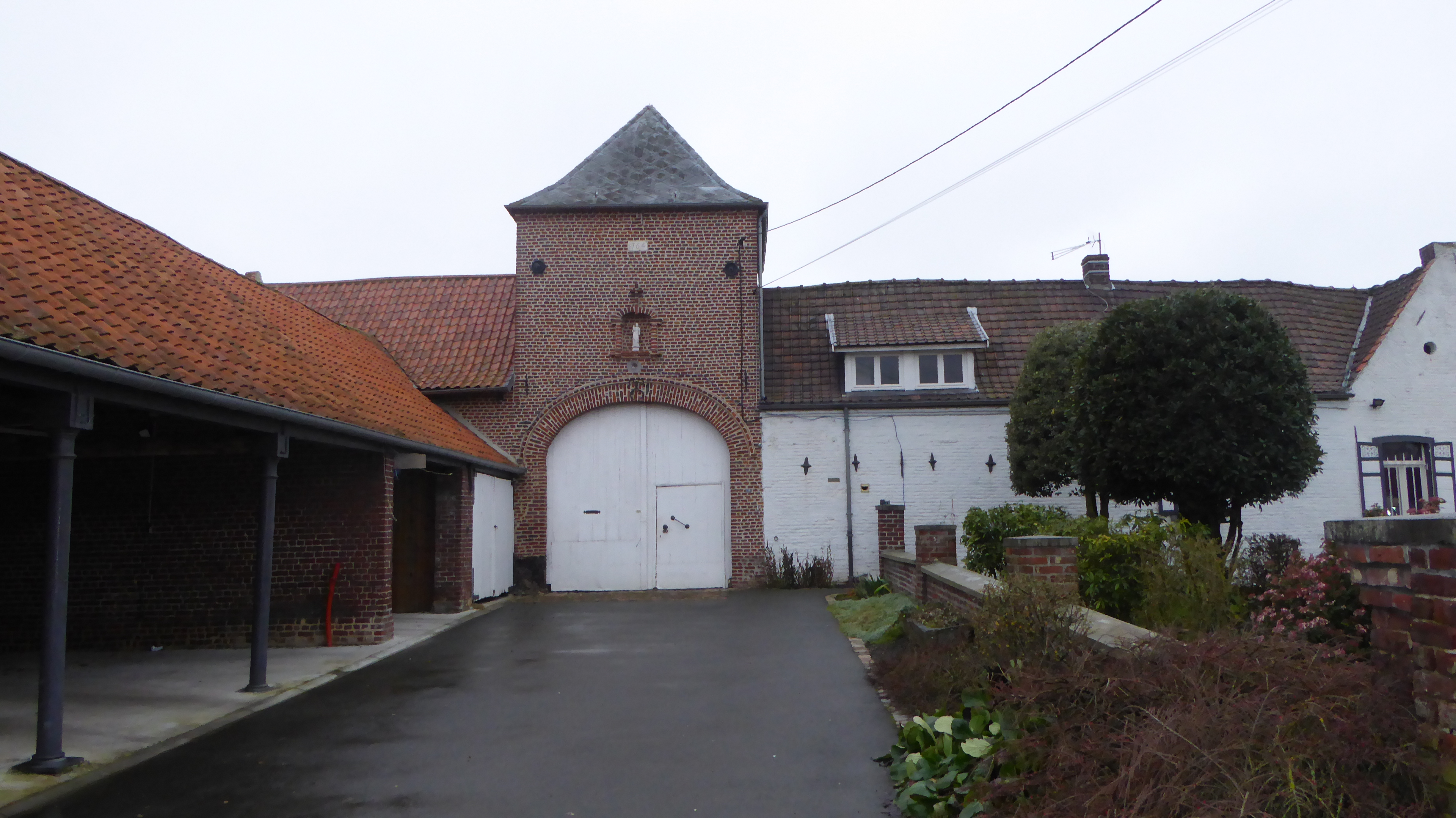
Nomain, 11 rue du Quimberge. L'ancienne ferme seigneuriale de 1764.

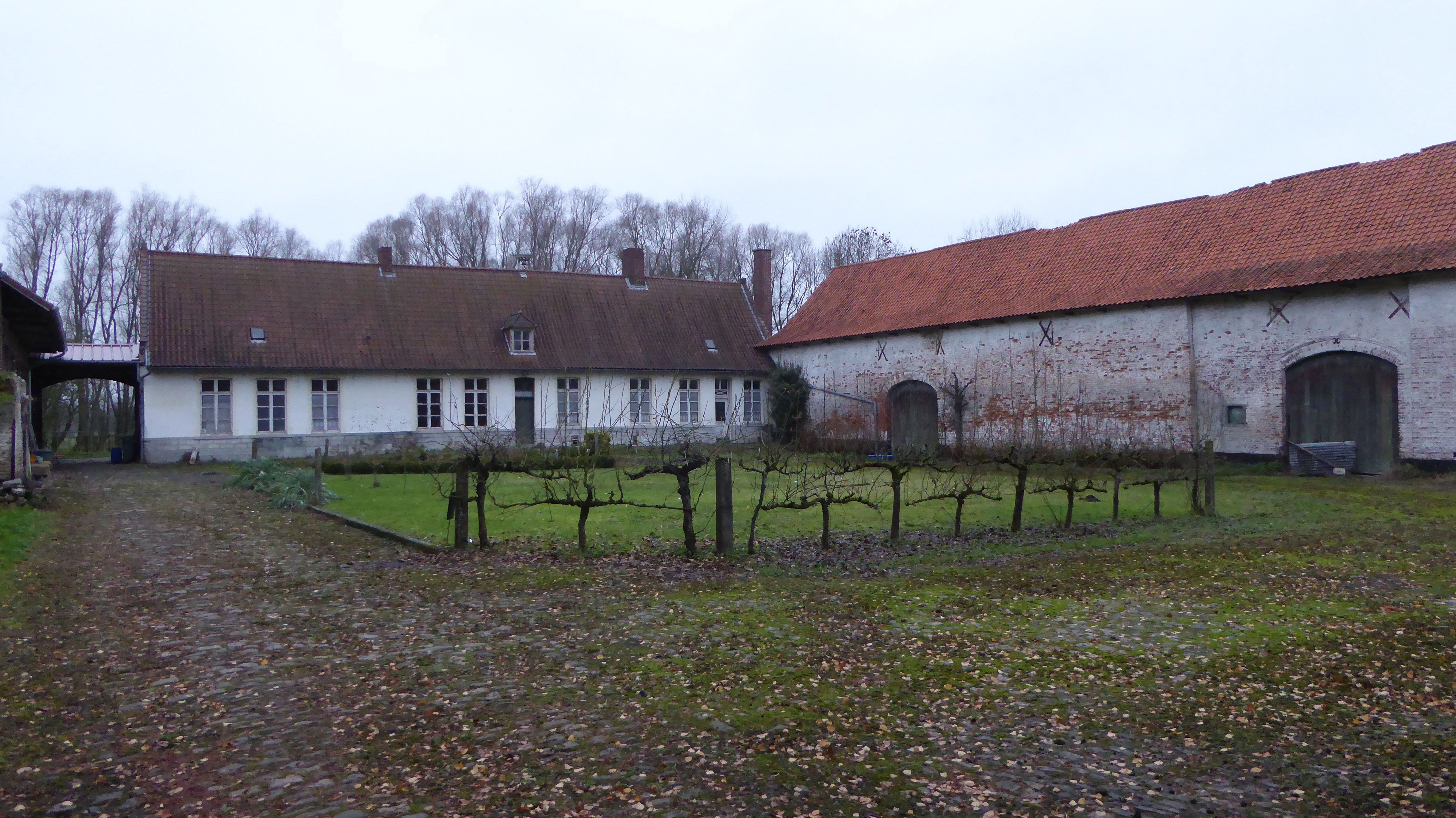
Ferme du Carnoy, rue Emile Payen.

- Nomain compte un certain nombre de fermes qui sont d'anciennes propriétés d'abbayes, comme la Carnoy et Herbaumez, appartenant à l'abbaye de Flines, du Chapitre, (dite aussi du Capit) Canonne, appartenant au chapitre de la cathédrale Notre-Dame de Tournai, et Ouvignies appartenant à l'abbaye Saint-Martin de Tournai. L'ancienne ferme seigneuriale rue du Quimberge, du XVIIe siècle, est l'un des bâtiments qui a été conservé[42].

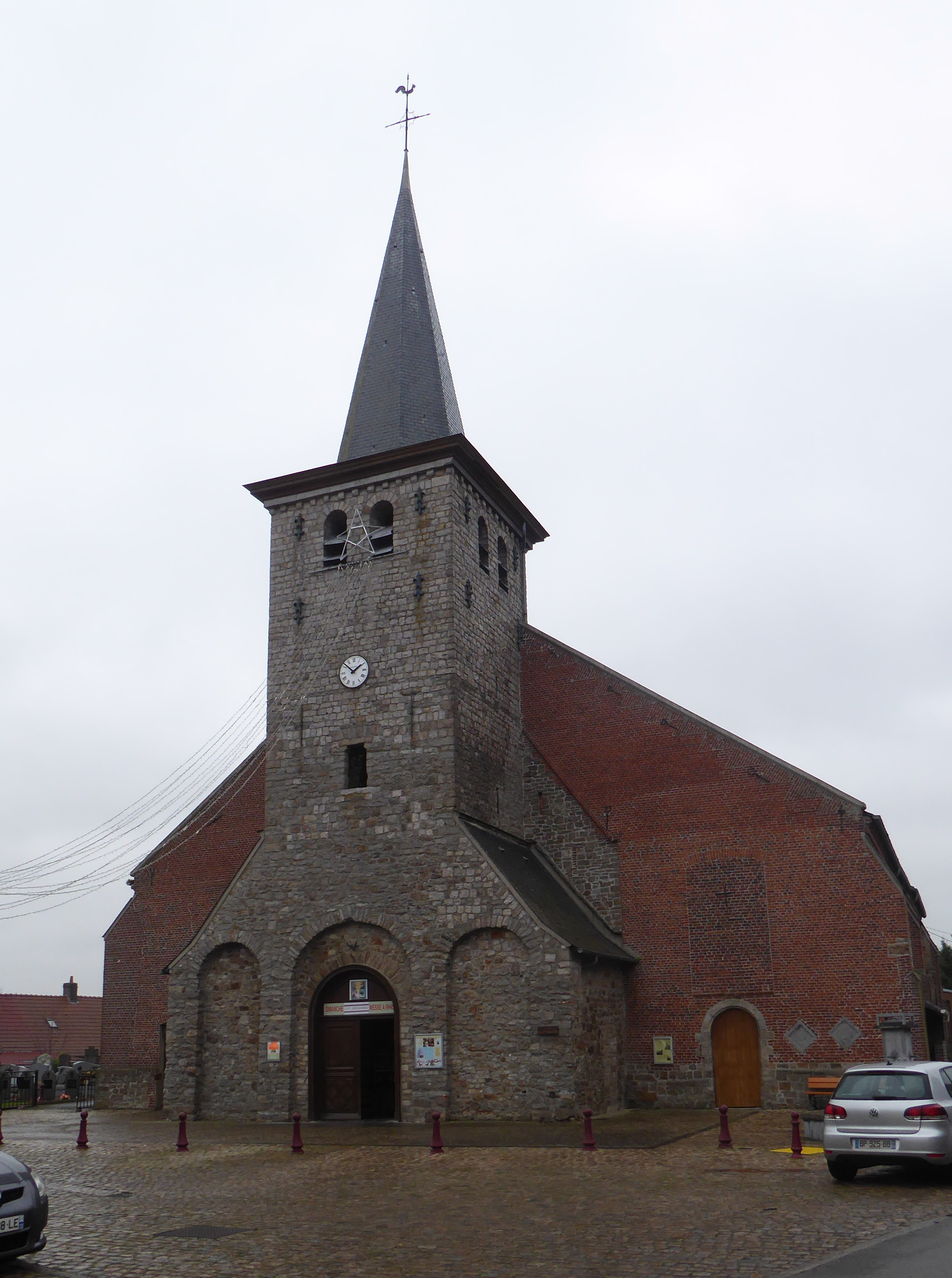
Église Saint-Martin de Nomain.

- L'église Saint-Martin du XIe siècle à l'origine de style roman, fut construite avec les matériaux (tuiles et des carreaux) en provenance des ruines d'une villa gallo-romaine.
- En 1820, la première église protestante baptiste de France fut fondée, rue de Lannay. Elle marquera le début d'une forte implantation dans les bassins houillers en plein développement[20].
- Le « Dieu de Pierre », croix qui aurait choisi elle-même son emplacement vers 1820 selon la légende. Trouvée en bordure de chemin par un paysan, celui-ci la charge sur sa charrette tirée par des chevaux. Arrivée à l'emplacement où elle se trouve depuis, elle se fait si lourde que les chevaux n'arrivent plus à la tirer. Elle est alors installée sur place[43].

### Héraldique
|  | Les armes de Nomain se blasonnent ainsi : « De gueules à trois bustes de carnation ayant chacun un bandeau d'azur sur les yeux. » |